# 柏豐28
柏豐28（英語：BEDFORD 28），是位於香港九龍大角咀必發道28號的新式單幢住宅。由新鴻基地產發展，於2009年入伙。

## 歷史
柏豐28位於必發道28號。前身為新鴻基地產持有的大角咀必發道18至30號啟時工業大廈 ，由新鴻基地產透過補地價約1.18億元，即平均每方呎約2,143元，重新發展為柏豐28。

## 簡介
柏豐28為單幢式住宅，提供94個單位。物業樓高24層(6樓至31樓，不設4樓、14樓及24樓)，主要提供實用面積400餘至500餘方呎的兩房及三房單位。物業於2008年底開售，當時建築呎價約4000至5000元，於2009年入伙。

## 設施
物業設有會所，包括健身室、乒乓球室、室外游泳池、兒童嬉水池、燒烤場、閒座/閱讀室、園藝花園及有蓋園藝花園等，另設有停車場，提供11個住客車位、5個訪客車位、4個電單車車位及1個上落貨車位。

## 鄰近
- 旺角站
- 太子站
- 大角咀市政大廈
- I-home
- 形品·星寓